# プラハ - ウースチー・ナド・ラベム - ヂェチーン線
チェコ国鉄090号線、別名プラハ～ヴラニャニ～ヂェチーン線（チェコ語;Železniční trať Praha–Děčín）は、チェコ国鉄の鉄道線の名称である。路線番号は、クラルピ以北が090、クラルピ以南が091。
1850年から1851年にかけて、オーストリア帝国の北部帝国鉄道（k.k. Nördlische Staatbahn, NStB）の路線として開業した。ドイツ東部～チェコ～スロバキア～ハンガリーを結ぶ鉄道路線の一部を担っている。また、プラハ・マサリク駅方面とプラハ本駅方面は、現在ポドババ駅（2014年8月以前はブベネチ駅）で分岐しているが、2017年7月 - 2020年5月の間は工事のためマサリク駅 - ポドババ間が休止され、代わりにマサリク駅 - ホレショヴィツェ - ウースチー方面のルートで運行していた。
路線番号は現在クラルピで分かれているが、2015年以前はヴラニャニで分かれていた他、2016-19年度は本線が全線090、ホレショヴィツェ - ホスチヴァルジの支線が091であった。

## 歴史

### 北部帝国鉄道及びオーストリア＝ハンガリー国有鉄道

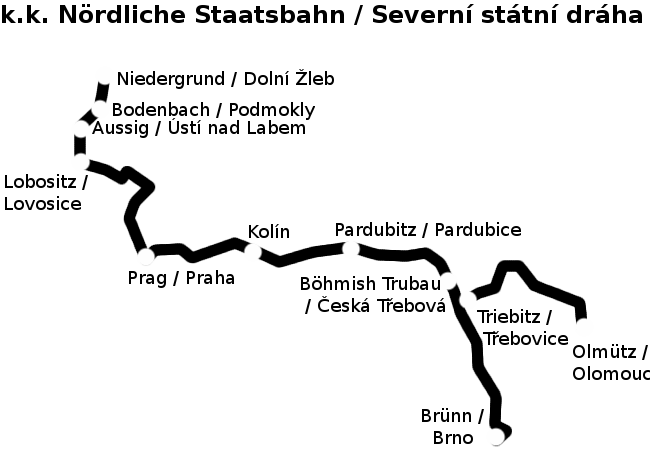
北部帝国鉄道の路線図

ザクセン王国の鉄道網と鉄道で連結するために、オーストリア当局は全ての議論を検討して、二つの可能性はエルベ川の沿線とライヒェンベルク（現在リベレツ）およびオーバーラウジッツ地域経由の経路として圧縮された。技術委員会は後者を断って、なぜなら最大10 ‰傾斜の軌道は当時の技術ではあまりに急すぎるからであった。1842年オーストリアはザクセンと条約を締結して、エルベ川の沿線とニーダーグルント（現在ドルニージレブ）国境線の通過が決定された。建設工事は1845年に始まった。この路線の主な構造物はおよそ1.1 km長さのプラハ高架橋とエーガー川鉄道橋、ビーリナ川鉄道橋であった。1848年革命のため鉄道の竣工は遅延した。1850年6月1日に北部帝国鉄道がプラハ - ローボージッツ区間を開通した。この区間は同年10月にアウシヒまで、1851年4月6日にボーデンバッハまで延長された。
1854年に皇室特認オーストリア＝ハンガリー国家鉄道（k.k. previlegierte Österreichisch-ungarische Staatseisenbahngesellschaft, StEG）はフランスの資本で設立された。1855年1月にこの路線は他のNStB路線だけではなく南部オーストリア国有鉄道路線およびハンガリーの一部国鉄と共にStEGに引き受けられた。皇帝フェルディナント北部鉄道の反対も関わらず、ウィーンとの直接の鉄道連結が実現された。1870年以来この路線はStEGの南北横断鉄道（Nord-Süd-Verbindung）の一部となった。
1909年10月15日にStEGが国有化されて、この路線もオーストリア帝国鉄道（k.k. österreichischen Staarsbahnen）の路線となった。

### チェコスロバキア国鉄時代
第一次世界大戦の終結後、オーストリア＝ハンガリー帝国の解体によりチェコスロバキア国営鉄道（Československé státní dráhy, ČSD）が設立されて、この路線もČSDに入ることとなった。
1938年9月にズデーテン事態が最高潮に至って、ドイツとチェコスロバキア間の列車通行が停止することとなった。同年10月1日ミュンヘン会談の結果、ロヴォシツェ - ジェチーン区間がボヘミア＝モラヴィア保護領に落ちて、運用車両と運営組織（Dienststelleneinrichtung）は整理された。ズデーテン地方の区間はドイツ国営鉄道（Deutsche Reichbahn, DR）に引き受けられて、ドレスデン管理局に編入された。1939年の初めに、プラハとドレスデン区間の特急列車の運行が、ドイツとチェコスロバキアの条約締結の後に再開された。
第二次世界大戦の間にはこの路線は軍事作戦鉄道として特別に重要であった。貨物運送はドイツの統制下に戦争末期まで運用可能であった。1945年4月に、ウースティー空襲の時、鉄道施設は激しく損傷を受けた。終戦後にこの路線は完全にČSDに戻った。
電化工事は1960年代の初めにプラハとウースティーで既に行われたものの、本格的な電車線設置は1970年代末に開始された。
1980年12月23日にプラハ市内のリベニ - ストロモヴカ分岐点区間が開通されて、その時より優等列車はホレショヴィツェ駅の方面に迂回する。マサリコヴォ駅へ通じる在来線では通勤列車あるいは中距離列車が通行している。1989年初には13編の国際列車はプラハ - ドレスデン区間に通行した。1986年5月1日にこの路線の電車線設置は全区間にかけて完成された。

### チェコ鉄道時代
2002年5月27日にノヴェー・オウホリツェ - ミチェフヴォスティ区間が直線化され、同年11月26日に複線となった。2004年10月12日に鉄道回廊（Eisenbahnkorridor）の第一次プロジェクトが11年ぶりで公式的に終了した。しかし許容速度160 km/hの区間はネラホゼヴェス - ロヴォシツェ区間のみであった。ウースティー区間の改修工事は2008年に終了した。
2013年2月に改修工事がプラハ市内のホレショヴィツェ - ブベネチ区間で開始されて、2015年に完了した。

## 運行形態
地域輸送の場合、プラハ・マサリク駅 - ホルニーポチャプリ区間はプラハ総合交通（Pražská integrovaná dopravy, PID）の運賃制適用区間である。ウースチー州運輸連合（Dopravy Ústeckého kraje, DÚK）はフニェヴィツェ - ジェチーン区間で地域公共交通を担当する。

### 超特急「ナイトジェット(nj)」
- ナイトジェット号：　ブダペスト / グラーツ - プラハ - ヂェチーン - ベルリン
一日1往復のみ運行している。プラハ以南は010号線に直通する。ヂェチーン以北は083号線に直通する。
2024年度に運行を開始した。当初はプラハ本駅を経由せず、リベニから010号線に直通していたが、2025年度よりプラハ本駅経由となった。

### 超特急「ユーロシティ(EC)」
- ベルリナー号：　プラハ - ヂェチーン - ベルリン/ハンブルク
下記フンガリア号と合わせ、2時間間隔で運行している。ヂェチーン以北は083号線に直通する。
2015年以前は、大半が010号線のブダペスト方面に直通していた。

- フンガリア号：　ブダペスト - プラハ - ヂェチーン - ベルリン/ハンブルク
一日1往復の運行。現在、ホレショヴィツェから091号線経由で010号線に直通しているが、2023年7月より再びプラハ本駅経由のルートとなる予定。
過去の運行形態
2014年末にユーロシティの大部分がプラハ発着となった時に、一日1往復のみブダペスト発着で残された。プラハ以南は010号線に直通していた。
2021年春以降、プラハ市内はホレショヴィツェのみ停車となり、ホレショヴィツェ - リベニ間でプラハ本駅を経由せず、リベニから230号線に直通する様になった[11]。
2021年末に休止。
2023年度に、プラハ本駅を経由しないルートで運行を再開。7月より、再びプラハ本駅経由のルートとなる予定。

- カノープス号：　プラハ - ウースチー - チューリヒ
一日1往復の運行。ヂェチーン以北は083号線に直通する。
過去の運行状況
2015年以前は、寝台特急(EN)の種別で、フェニックス号（プラハ - ケルン方面）、およびカノープス号（プラハ - チューリヒ方面）が運行していた。
2015年末に、両者が統合され「コペルニクス」号となった。
2016年末に、種別をユーロシティ(EC)に変更、プラハ - ライプツィヒ間で運行される寝台無しのユーロシティ(EC)となった。
2018年末に、愛称が「ポルタ・ボヘミツァ」に変更された。
2019年末に、区間がヂェチーンまで短縮され、エクスプレス(Ex)に格下げとなった。
2021年末に、インターシティ(IC)に格上げとなった。
2023年度に、種別がユーロシティ(EC)に変更され、再びチューリヒまで延伸された。愛称名「カノープス」が復活した。

### 超特急「レイルジェット(rj)」
- ヴィンドボナ号：　グラーツ - プラハ - ヂェチーン - ベルリン　【2024年3月20日以降運行】
一日1往復のみ運行している。プラハ以南は010号線に直通する。ヂェチーン以北は083号線に直通する。
過去の運行形態
2020年5月に運行を開始した。
2021年春以降、プラハ市内でホレショヴィツェ－リベニのルートを通り、リベニから230号線に直通する様になった。[11]。
2022年度は、夏季運休であった。
2023年度に、ヂェチーン以北が運行休止となった他、ふたたびプラハ本駅経由のルートとなった。
2024年度より一旦運休となったが、3月20日にグラーツ - ベルリン間で運行再開予定。

- 過去の運行系統
  - ベルリナー号：　プラハ - ヂェチーン - ベルリン　【夏季運行】
2022年の夏季限定で、週4往復運行していた。金・土・日曜は双方向とも、月曜はプラハ行のみ、木曜はベルリン行のみが運行していた。010号線に直通していた。

### 寝台特急「ユーロピアン・スリーパー(ES)」
- ユーロピアン・スリーパー号：　プラハ - ヂェチーン - ブリュッセル　【週3日運行】
週3日に限り、一日1往復のみ運行する。ヂェチーン以北は083号線に直通する。
2024年3月25日運行開始した[12]。当初は毎日運行であったが、2025年度は週3日の運行となっている。

### 特急「リフリーク(R)」
- クルシノホル号：　プラハ本駅 - ウースチー - ヘブ
2時間に1本運行している。プラハ～ウースチー間ノンストップで（ただし1.5往復のみ、ロウドニツェ・ロヴォシツェに停車。クラルピ停車もあり）、プラハ～ウースチー間は超特急と合わせて1時間間隔での運行となっている。ウースチー以西は130号線に乗り入れる。
2018年度に限り、特別リフリーク(Rx)の種別で運行していた。また、片道1本のみ、カダニ発マサリク駅行が運行されていた。2018年末に、大部分がクルシノホルに愛称統一され（朝の上り1本のみ「ペトル・ギンズ」号）、2019年末に全て統一された。

- ラベ号：　プラハ本駅～ヂェチーン
主要駅にも停車する特急。2時間間隔で運行されている。
2016年 - 2017年夏は、一往復を除き、マサリク駅発着であった。

- 過去の運行系統
  - プロウチニツェ号：　ロヴォシツェ - ウースチー - リベレツ
130号線経由で081号線に直通する特急。一日1往復のみ運行していた。
2019年度のみ運行。

### 快速「スピェシニー(Sp)」
区間毎に系統が分かれる。
- マサリク駅 - クラルピ - ロウニ・モスト
平日のみ、一日1往復の運行。クラルピ以西は110号線に乗入れる。
2018-20年度は、リベニ発着で、ホレショヴィツェにも停車していた。また、2017年以前は、休日もプラハ - モスト間に運行していた。2021年以前は北行のみリブチツェ通過であった。

- ロウドニツェ - ウースチー・ナド・ラベム
夜間に一日1往復が運行する。ロヴォシツェ以北は各駅に停車する。
過去の運行状況
2016年以前は、ロヴォシツェ - ウースチー間に日中一日1往復の運行であった。
2016年末に、ロウドニツェ - ウースチー間に、日中1往復、夜間ウースチー行1本（土曜運休）が新設された。当時は特急相当の停車駅で運行していたが、夜間便に限りフルドリにも停車していた。
2019年末に、ロヴォシツェ発着の1往復が休止となった。夜間便はロヴォシツェ以北各駅停車となった他、快速運転していたウースチー発ロウドニツェ行の普通2本が快速に格上げとなった（うち1本はフルドリ通過。2本ともフロブツェ通過、ロヴォシツェ以北各駅停車）。
2020年末に、夜間のウースチー発ロウドニツェ行のうち、フルドリ通過の1本が各駅停車となり、普通に格下げとなった。
2021年末に、夜間の1往復がフロブツェ停車となった。
2023年度に、日中の1往復が休止となった。

- ウースチー・ナド・ラベム - ロヴォシツェ - ジャテツ　※GW Train Regio社による運行
平日は2時間に1本、土曜日は北行のみ片道1本、日曜日は南行のみ片道1本の運行。ロヴォシツェ以南は114号線に乗入れる。
2023年度に運行を開始した。当初、平日は一日4往復の運行であったが、2025年度より6往復に増発され、概ね2時間に1本の運行となった。

- ウースチー・ナド・ラベム - ロヴォシツェ　【平日運行】
一日1往復の運行。
2023年度に運行を開始した。

- ヂェチーン → ウースチー → ロヴォシツェ
深夜に、片道1本のみの運行。プラツコヴィツェとリトホヴィツェを除く各駅に停車する。
2016年末に運行を開始した。2019年以前は、マレー・ジェルノセキを通過していた。

- 過去の運行区間
2014年以前は、早朝に片道1本、ホムトフ→ウースチー→ヂェチーンの系統が運行されていた。ウースチー以西は130号線を走行し、090号線内は各駅に停車が、普通列車に格下げとなった。

### 普通
区間毎に系統が分かれるが、両者はウースチーで接続している。
- プラハ～ウースチー　　※チェコ鉄道による運行
2時間に一本の運行だが、プラハ～クラルピ間は毎時2本、ロウドニツェ～ウースチー間は毎時1本の本数が確保されている。また、プラハ側の起点はプラハ・マサリク駅であるが、一日1往復のみプラハ本駅を発着する。
過去の運行形態
2016年以前は、プラハ - ネラホゼヴェス間で毎時1本の運行であった。
2016年末に、プラハ - クラルピ間で毎時2本に増発された。2017年7月に、ホレショヴィツェ駅を経由する迂回ルートに変更された。[2]
2019年末に、クラルピ - ネラホゼヴェス間で2時間に1本に減便された。
2020年6月より、プラハ市内で再び現在のルートでの運行となった。[2]

- ホスチヴァルジ～ホレショヴィツェ～ロズトキ　　※レギオジェットによる運行
1時間あたり、平日2本、休日1本の運行。平日の半数はリベニ以北の運行となる。ホスチヴァルジで221号線ストランチツェ方面の普通に接続する。
2018年以前はチェコ鉄道が1時間に1本運行していた。ホスチヴァルジ - リベニ間は休日のみの運行で、平日はリベニ - ロズトキ間での運行であった。2019年度よりアリヴァ列車に移管され、ホスチヴァルジ - ロズトキ間の運行となった。2025年度よりレギオジェットに移管され、平日のリベニ以北が1時間に2本に増発された。

- 過去の運行系統
  - リベニ → ウースチー　　※チェコ鉄道による運行
2020年以前、平日早朝のみ、一日片道1本のみ運行していた。ポドババ以南の各駅、ロズトキ、クラルピ以北の各駅に停車していた。
2021年度以降は、マサリク駅発着で運行している。

### 臨時列車
- スヴァティー・イルジー号 (快速)
蒸気機関車。年1日のみ、ブラニーク - プラハ - ヴラニャニ - ズロニツェ間に1往復運行する。プラハ以南は210号線に、ヴラニャニ以北は095号線に直通する。090号線内は、ホレショヴィツェ、ロズトキ、リブチツェ、クラルピ、ネラホゼヴェス城に停車する。

- ポサーザフスケー・リンキ号（快速） 
蒸気機関車。年1日のみ、ブラニーク → プラハ本駅 → リベニ → ホスチヴァルジ → カーツォフ間に、片道1本のみ運行する。リベニ以西は011号線に、ホスチヴァルジ以東は221号線に直通する。2017,18年運行。

- イフラヴァ高校100周年号（特急）
夏の年1日のみ、プラハ・ホレショヴィツェ - イフラヴァ間に、1往復の運行。リベニ以東は230号線に直通する。なお、リベニを通過する。

### 過去の運行系統
- 寝台特急「ユーロナイト(EN)」
2017年まで、メトロポル号（ブダペスト/ヴィーン～プラハ～ベルリン間）が運行していた。2015年以前は、フェニックス号（プラハ - ケルン方面）、およびカノープス号（プラハ - チューリヒ方面）も運行されていたが、2015年末に統合され「コペルニクス」号となり、2016年末にプラハ - ライプツィヒ間で運行される寝台無しのユーロシティ(EC)となった。

- 超特急「レギオジェット(RJ)」
  - レギオジェット号：　プラハ - ヂェチーン - オーステンデ
2022年春から秋にかけて、一日1往復のみ運行していた。ヂェチーン以北は083号線に直通していた。停車駅はユーロシティ(EC)と同じであった。

- 超特急「エクスプレス(Ex)」
  - プラハ - ドレスデン/ヴュンスドルフ/ベルリン　※レギオジェット社による運行
2024年に限り、3月20日以降に一日3往復のみ運行していた。ヂェチーン以北は083号線に直通していた。

## 駅一覧
以下では、チェコ国鉄090号線の駅と営業キロ、停車列車、接続路線などを一覧表で示す。
- 種別
  - nj：寝台特急「ナイトジェット」
  - EC：超特急「ユーロシティ」
  - rj：超特急「レイルジェット」
  - ES：寝台特急「ユーロピアン・スリーパー」
  - R：特急
  - Sp：快速
  - Os：普通
- 停車駅
  - ■印：全列車停車
  - ●印：一部通過
  - ○印：一部停車
  - ｜印：全列車通過

### プラハ本駅～ヂェチーン間
| 路線名 | 駅名                                     | 駅間営業キロ | 累計営業キロ       | 累計営業キロ   | nj | EC | rj | ES | R  | Sp | Os | 接続路線 | 所在地         | 所在地                     |
| ------ | ---------------------------------------- | ------------ | ------------------ | -------------- | -- | -- | -- | -- | -- | -- | -- | --- | -------------- | -------------------------- |
| 090    | プラハ本駅                               | -            |                    | プラハから 0.0 | ■  | ■  | ■  | ■  | ■  |    | ■  | 010号線（トルジェボヴァー方面）、070号線（ムラダー・ボレスラフ方面） 120号線（クラドノ方面） 122号線（ルドナー方面）、171号線（ミュンヘン方面） 210号線（ドブルジーシ方面）、221号線（ブヂェヨヴィツェ方面） 地下鉄C線（ラードヴィー方面、フロレンツ方面） | プラハ市       | プラハ市                   |
| 090    | ホレショヴィツェ駅                       | 7.6          |                    | 7.6            | ■  | ■  | ■  | ■  | ■  |    | ■  | ホスチヴァルジ方面 地下鉄C線（ハーイェ方面、フロレンツ方面） | プラハ市       | プラハ市                   |
| 091    | ポドババ駅(*1)                           | 3.5          | ウィーンから 416.0 | 11.1           | ｜ | ｜ | ｜ | ｜ | ◑  | ■  | ■  | マサリク駅方面 | プラハ市       | プラハ市                   |
| 091    | セドレツ駅                               | 2.6          | 418.6              | 13.7           | ｜ | ｜ | ｜ | ｜ | ｜ | ｜ | ●  | | プラハ市       | プラハ市                   |
| 091    | ロズトキ・ウ・プラヒ駅                   | 3.2          | 421.8              | 16.9           | ｜ | ｜ | ｜ | ｜ | ｜ | ｜ | ■  | | 中央ボヘミア州 | 西プラハ郡                 |
| 091    | ロズトキ・ジャロフ駅                     | 3.9          | 425.7              | 20.8           | ｜ | ｜ | ｜ | ｜ | ｜ | ｜ | ●  | | 中央ボヘミア州 | 西プラハ郡                 |
| 091    | ウーホリチキ駅                           | 1.0          | 426.7              | 21.8           | ｜ | ｜ | ｜ | ｜ | ｜ | ｜ | ●  | | 中央ボヘミア州 | 西プラハ郡                 |
| 091    | ルジェジ駅                               | 1.1          | 427.8              | 22.9           | ｜ | ｜ | ｜ | ｜ | ｜ | ｜ | ●  | | 中央ボヘミア州 | 西プラハ郡                 |
| 091    | リブチツェ・ナド・ヴルタヴォウ・レトキ駅 | 1.6          | 429.4              | 24.5           | ｜ | ｜ | ｜ | ｜ | ｜ | ｜ | ●  | | 中央ボヘミア州 | 西プラハ郡                 |
| 091    | リブチツェ・ナド・ヴルタヴォウ駅         | 1.6          | 431.0              | 26.1           | ｜ | ｜ | ｜ | ｜ | ｜ | ■  | ●  | | 中央ボヘミア州 | 西プラハ郡                 |
| 091    | ドラニ駅                                 | 2.8          | 433.8              | 28.9           | ｜ | ｜ | ｜ | ｜ | ｜ | ｜ | ●  | | 中央ボヘミア州 | ムニェルニーク郡           |
| 090    | クラルピ・ナド・ヴルタヴォウ駅           | 3.4          | 437.2              | 32.3           | ｜ | ｜ | ｜ | ｜ | ◑  | ■  | ■  | 092号線（ネラトヴィツェ方面）、093号線（クラドノ方面） 110号線（ロウニ方面）、111号線（ヴェルヴァリ方面） | 中央ボヘミア州 | ムニェルニーク郡           |
| 090    | ネラホゼヴェス城駅                       | 3.1          | 440.3              | 35.4           | ｜ | ｜ | ｜ | ｜ | ｜ |    | ■  | | 中央ボヘミア州 | ムニェルニーク郡           |
| 090    | ネラホゼヴェス駅                         | 2.3          | 442.6              | 37.7           | ｜ | ｜ | ｜ | ｜ | ｜ |    | ■  | | 中央ボヘミア州 | ムニェルニーク郡           |
| 090    | ノヴェー・オウホリツェ駅                 | 2.1          | 444.7              | 39.8           | ｜ | ｜ | ｜ | ｜ | ｜ |    | ■  | | 中央ボヘミア州 | ムニェルニーク郡           |
| 090    | ムルチェフヴォスティ駅                   | 3.0          | 447.7              | 42.8           | ｜ | ｜ | ｜ | ｜ | ｜ |    | ■  | | 中央ボヘミア州 | ムニェルニーク郡           |
| 090    | ヴラニャニ駅                             | 1.7          | 449.4              | 44.5           | ｜ | ｜ | ｜ | ｜ | ｜ |    | ■  | 095号線（ストラシコフ方面） | 中央ボヘミア州 | ムニェルニーク郡           |
| 090    | チートフ駅                               | 5.7          | 455.1              | 50.2           | ｜ | ｜ | ｜ | ｜ | ｜ |    | ■  | | 中央ボヘミア州 | ムニェルニーク郡           |
| 090    | ドルニー・ベルジコヴィツェ駅             | 3.1          | 458.2              | 53.3           | ｜ | ｜ | ｜ | ｜ | ｜ |    | ■  | | 中央ボヘミア州 | ムニェルニーク郡           |
| 090    | ホルニー・ポチャプリ駅                   | 5.3          | 463.5              | 58.6           | ｜ | ｜ | ｜ | ｜ | ｜ |    | ■  | | 中央ボヘミア州 | ムニェルニーク郡           |
| 090    | フニェヴィツェ駅                         | 3.9          | 467.4              | 62.5           | ｜ | ｜ | ｜ | ｜ | ◑  |    | ■  | | ウースチー州   | リトムニェルジツェ郡       |
| 090    | ザールジー駅                             | 3.5          | 470.9              | 66.0           | ｜ | ｜ | ｜ | ｜ | ｜ |    | ●  | | ウースチー州   | リトムニェルジツェ郡       |
| 090    | ドブルジーニ駅                           | 3.0          | 473.9              | 69.0           | ｜ | ｜ | ｜ | ｜ | ｜ |    | ●  | | ウースチー州   | リトムニェルジツェ郡       |
| 090    | ロウドニツェ・ナド・ラベム駅             | 2.7          | 476.6              | 71.7           | ｜ | ｜ | ｜ | ｜ | ◑  | ■  | ■  | 096号線（ストラシコフ方面） | ウースチー州   | リトムニェルジツェ郡       |
| 090    | フロブツェ駅                             | 5.0          | 481.6              | 76.7           | ｜ | ｜ | ｜ | ｜ | ｜ | ■  | ●  | | ウースチー州   | リトムニェルジツェ郡       |
| 090    | オレシコ駅                               | 3.3          | 484.9              | 80.0           | ｜ | ｜ | ｜ | ｜ | ｜ | ｜ | ●  | | ウースチー州   | リトムニェルジツェ郡       |
| 090    | フルドリ駅                               | 1.6          | 486.5              | 81.6           | ｜ | ｜ | ｜ | ｜ | ｜ | ■  | ●  | | ウースチー州   | リトムニェルジツェ郡       |
| 090    | ボフショヴィツェ・ナド・オフルジー駅     | 1.9          | 488.4              | 83.5           | ｜ | ｜ | ｜ | ｜ | ◑  | ■  | ■  | | ウースチー州   | リトムニェルジツェ郡       |
| 090    | ノヴェー・コピスティ駅                   | 2.3          | 490.7              | 85.8           | ｜ | ｜ | ｜ | ｜ | ｜ | ｜ | ●  | | ウースチー州   | リトムニェルジツェ郡       |
| 090    | ルカヴェツ駅                             | 2.1          | 492.8              | 87.9           | ｜ | ｜ | ｜ | ｜ | ｜ | ｜ | ●  | | ウースチー州   | リトムニェルジツェ郡       |
| 090    | ロヴォシツェ駅                           | 2.3          | 495.1              | 90.2           | ｜ | ｜ | ｜ | ｜ | ◑  | ■  | ■  | 097号線（ホチムニェルジ方面）、113号線（モスト方面） 114号線（リーパ方面、ポストロプルティ方面） | ウースチー州   | リトムニェルジツェ郡       |
| 090    | ロヴォシツェ町駅                         | 2.0          | 497.1              | 92.2           | ｜ | ｜ | ｜ | ｜ | ｜ | ○  | ■  | | ウースチー州   | リトムニェルジツェ郡       |
| 090    | マレー・ジェルノセキ駅                   | 2.1          | 499.2              | 94.3           | ｜ | ｜ | ｜ | ｜ | ｜ | ○  | ●  | | ウースチー州   | リトムニェルジツェ郡       |
| 090    | リトホヴィツェ・ナド・ラベム駅           | 3.1          | 502.3              | 97.4           | ｜ | ｜ | ｜ | ｜ | ｜ | ○  | ●  | | ウースチー州   | リトムニェルジツェ郡       |
| 090    | プラツコヴィツェ・ナド・ラベム駅         | 1.5          | 503.8              | 98.9           | ｜ | ｜ | ｜ | ｜ | ｜ | ○  | ●  | | ウースチー州   | リトムニェルジツェ郡       |
| 090    | ドルニー・ザーレズリ駅                   | 3.7          | 507.5              | 102.6          | ｜ | ｜ | ｜ | ｜ | ｜ | ○  | ●  | | ウースチー州   | ウースチー・ナド・ラベム郡 |
| 090    | ウースチー・ナド・ラベム本駅             | 9.5          | 517.0              | 112.1          | ■  | ■  | ■  | ■  | ■  | ■  | ■  | 130号線（ヘブ方面）、131号線（ルジェフロヴィツェ方面） | ウースチー州   | ウースチー・ナド・ラベム郡 |
| 090    | この間の各駅は130号線の項目を参照。      |              |                    |                |    |    |    |    |    |    |    | |                |                            |
| 090    | ヂェチーン本駅                           | 3.4          | 539.7              | 134.8          | ■  | ■  | ■  | ■  | ■  | ■  | ■  | 073号線（ストルジェコフ方面） 081号線（ルンブルク/リベレツ方面） 083号線（ベルリン方面） | ウースチー州   | ヂェチーン郡               |

(*1) 2014年8月開業。これに合わせ、ブベネチ駅（ポドババから、0.8kmプラハ寄り）が休止された。

### プラハ・マサリク駅～ホレショヴィツェ間（2020年5月休止）
2017年7月 - 2020年5月の間、普通列車のみが乗り入れていた。
| 路線名 | 駅名               | 駅間営業キロ | 累計営業キロ | 接続路線                                                                                                   | 所在地   | 所在地   |          |
| ------ | ------------------ | ------------ | ------------ | --- | -------- | -------- | -------- |
| 091    | プラハ・マサリク駅 | -            | 0.0          | 011号線（ブロド方面）、070号線（チャコヴィツェ方面） 120号線（クラドノ方面）、232号線（リサー方面）        | プラハ市 | プラハ市 | プラハ市 |
| 091    | ホレショヴィツェ駅 | 7.3          | 7.3          | ベルリン方面、ホスチヴァルジ方面 220号線（ブヂェヨヴィツェ方面） 地下鉄C線（ハーイェ方面、フロレンツ方面） | プラハ市 | プラハ市 | プラハ市 |

### ホスチヴァルジ - ホレショヴィツェ間
超特急(rj)・快速・普通列車のみが乗り入れる。
| 路線名 | 駅名               | 駅間営業キロ | 累計営業キロ | Sp | Os | 接続路線                                                                                                 | 所在地   | 所在地   |
| ------ | ------------------ | ------------ | ------------ | -- | -- | --- | -------- | -------- |
| 091    | ホスチヴァルジ駅   | -            | 7            |    | ■  | 221号線（ルジーチャニ方面、プラハ本駅方面）                                                              | プラハ市 | プラハ市 |
| 091    | リベニ駅           | 7            | 0.0          | ■  | ■  | 011号線（オロモウツ方面、プラハ本駅/マサリク駅方面）                                                     | プラハ市 | プラハ市 |
| 091    | ホレショヴィツェ駅 | 4.1          | 4.1          | ■  | ■  | ベルリン方面、マサリク駅方面 220号線（ブヂェヨヴィツェ方面） 地下鉄C線（ハーイェ方面、ラードヴィー方面） | プラハ市 | プラハ市 |

### プラハ・マサリク駅 - ポドババ間
| 路線名 | 駅名                   | 駅間営業キロ | 累計営業キロ       | 累計営業キロ       | Sp | Os | 接続路線                                                                                          | 所在地   | 所在地   |          |
| ------ | ---------------------- | ------------ | ------------------ | ------------------ | -- | -- | ------------------------------------------------------------------------------------------------- | -------- | -------- | -------- |
| 091    | プラハ・マサリク駅     | -            | ウィーンから 409.8 | マサリク駅から 0.0 | ■  | ■  | 011号線（ブロド方面）、070号線（フシェタティ方面） 120号線（クラドノ方面）、231号線（リサー方面） | プラハ市 | プラハ市 | プラハ市 |
| 091    | ホレショヴィツェ停留所 | 2.8          | 412.6              | 2.8                | ｜ | ●  |                                                                                                   | プラハ市 | プラハ市 | プラハ市 |
| 091    | ポドババ駅(*1)         | 3.4          | 416.0              | 6.2                | ■  | ■  | プラハ本駅方面、ウースチー方面                                                                    | プラハ市 | プラハ市 | プラハ市 |

(*1) 2014年8月開業。これに合わせ、ブベネチ駅（ポドババから、0.8kmプラハ寄り）が休止された。